# Буницкий, Евгений Леонидович
Евгений Леонидович Буницкий (16 июня 1874, Симферополь, Российская империя — 7 августа 1952, Прага, Чехословакия) — русский математик и популяризатор науки.

## Биография
Родился 16 июня 1874 года[по какому календарю?] в Симферополе, в семье военнослужащего. В 1892 году окончил Ришельевскую гимназию, в 1896 году — физико-математический факультет Новороссийского университета в Одессе. Был оставлен при университете на 2 года стипендиатом.
С 1898 года Буницкий был одним из редакторов журнала «Вестник опытной физики и элементарной математики», где вёл отдел задач.
С 1900 года вел преподавательскую работу в различных средних учебных заведениях Одессы. В марте 1904 года стал приват-доцентом Новороссийского университета.
Два года (1906—1907) провел в научной командировке в Гёттингене, где он работал в лаборатории Давида Гильберта, под влиянием которого занялся теорией интегральных уравнений.
В 1913 году защитил магистерскую диссертацию и в 1915 году был назначен экстраординарным профессором Новороссийского университета, с 1918 года — ординарный профессор.
В период 1918—1919 г. читал лекции по высшей математике в Одесском Политехническом институте.
В 1922 году уехал за границу, сначала в Белград, затем в Прагу. Принял участие в организации и работе Русского свободного университета. В физико-математическом семинаре, основанном при РСУ в ноябре 1940 г. Е. Л. Буницким, проводилась работа по следующим направлениям: 1) чистая математика; 2) теоретическая физика; 3) теоретические вопросы механики и техники; 4) вопросы преподавания физики в средней школе (в частности, описания и демонстрации новых приборов); 5) методика элементарных математических дисциплин.
С 1931 года преподавал математику в Карловом университете. Во время немецкой оккупации Чехословакии вузы были закрыты. В 1945 году Буницкий вновь приступил к преподавательской работе на естественно-научном факультете.
Умер в Праге 7 августа 1952 года.